# Zuccarello
Zuccarello es un municipio italiano situado en la provincia de Savona, en Liguria. Tiene una población estimada, a fines de marzo de 2024, de 284 habitantes.
La localidad integra la asociación I Borghi Più Belli D'Italia (Los Pueblos más Bonitos de Italia).

## Evolución demográfica
| Gráfica de evolución demográfica de Zuccarello entre 1861 y 2024 |
|                                                                  |
| Fuente: ISTAT - Elaboración gráfica de Wikipedia                 |